# 813

## Nașteri
- dată necunoscută: Teofil Iconoclastul împărat bizantin (d. 842)

## Decese
- dată necunoscută: Abu Nuwas poet irakian (n. 756)
- 28 mai: Guillaume din Gellone conte de Toulouse; sfânt (n. ?)